# ノスリ
ノスリ（鵟、学名 Buteo japonicus）は、鳥類タカ目タカ科ノスリ属の1種である。
従来、ノスリ属の模式種ヨーロッパノスリ Buteo buteo などと同種とされていたが、2008年の分子系統により別種と判明した。

## 分布
中央・南シベリア、モンゴル、中国、日本に棲息する。夏季は亜寒帯や温帯域で繁殖し、冬季は熱帯や温帯への渡りを経て越冬する。
日本では亜種ノスリ、亜種ダイトウノスリ、亜種オガサワラノスリが生息する。亜種ノスリは、北海道、本州中部以北、四国の山地で繁殖し、繁殖地では留鳥である。この他南西諸島を除く全国に冬鳥として飛来する。亜種ダイトウノスリは大東諸島に留鳥として生息したとされていたが、すでに絶滅しているとされる。亜種オガサワラノスリは小笠原諸島に留鳥として周年生息する。

## 形態
全長50–60cm。翼開長100–140cm。体重500–1300g。オスよりもメスの方が大型になる。背面は褐色、腹面は淡褐色の羽毛に覆われる。喉の羽毛は黒い。
虹彩は褐色。
B. j. oshiroi ダイトウノスリ
全体的に黄土色がかり、背面や翼の羽毛の赤みが強い。
B. j. toyoshimai オガサワラノスリ
やや小型。背面の羽毛の色彩が淡く、全体的に白っぽい。

## 系統と分類

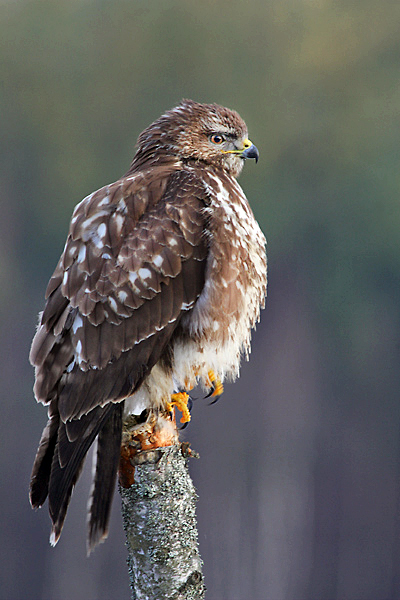
かつてノスリに近縁と考えられたヨーロッパノスリ

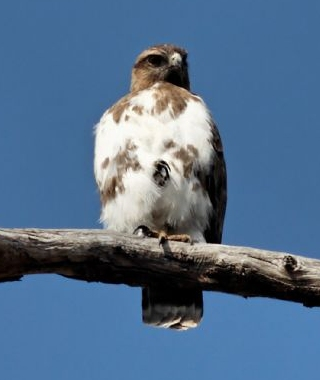
ノスリに近縁なマダガスカルノスリ

系統は Lerner et al. (2008)、種はIOCより。
|  | アカケアシノスリ Buteo regalis |
|  |                                |
|  | ケアシノスリ Buteo lagopus     |
|  |                                |

|  | マダガスカルノスリ Buteo brachypterus |
|  |                                       |
|  | ノスリ Buteo japonicus                |
|  |                                       |

|  | オオノスリ Buteo hemilasius |
|  |                             |
|  | Buteo refectus              |
|  |                             |

|  | アカクロノスリ Buteo rufofuscus |
|  |                                 |
|  | ヨゲンノスリ Buteo augur        |
|  |                                 |

|  | アカケアシノスリ Buteo regalis |
|  |                                |
|  | ケアシノスリ Buteo lagopus     |
|  |                                |

|  | マダガスカルノスリ Buteo brachypterus |
|  |                                       |
|  | ノスリ Buteo japonicus                |
|  |                                       |

|  | オオノスリ Buteo hemilasius |
|  |                             |
|  | Buteo refectus              |
|  |                             |

|  | アカクロノスリ Buteo rufofuscus |
|  |                                 |
|  | ヨゲンノスリ Buteo augur        |
|  |                                 |

かつての広義のノスリ B. buteo は、系統的に離れたヨーロッパノスリ B. buteo、ノスリ B. japonicus、B. refectus の3種に分割された。ノスリはマダガスカルノスリに、B. refectus はオオノスリに近縁である。
ヨーロッパノスリはユーラシアの広域で繁殖し、アフリカや熱帯アジアでも越冬する。B. refectus はヒマラヤに棲息する。
かつて別種とされることがあったソウゲンノスリ B. b. vulpinus は、ヨーロッパノスリにとどめられる。

## 亜種
- Buteo japonicus japonicus Temminck & Schlegel, 1844 ノスリ
- Buteo japonicus oshiroi Kuroda, 1971 ダイトウノスリ
  - 日本（大東諸島）固有亜種
- Buteo japonicus toyoshimai Momiyama, 1927 オガサワラノスリ 
  - 日本（小笠原諸島）固有亜種

等 ?
亜種ダイトウノスリは1970年代初めから記録がなく、絶滅した可能性もある。また、分類の基準となるタイプ標本が存在しないため、そもそも亜種としての存在を疑問視する声もある。

## 生態
平地から山地の森林に生息する。群れは形成せず、単独もしくはペアで生活する。
食性は動物食で、昆虫類、節足動物、陸棲の貝類、ミミズ、両生類、爬虫類、鳥類、小型哺乳類等を食べる。
繁殖期には縄張りを形成する。樹上や断崖の上に木の枝を組み合わせた巣を作り、日本では4–5月に2–4個の卵を産む。
主にメスが抱卵（雌雄とも抱卵することもある）し、抱卵期間は33–35日。雛は孵化後50–55日で飛翔できるようになり、その40–55日後に独立する。生後2–3年で性成熟する。
狩りの際の挙動は、「停飛から急降下」と、後述する「樹上から急降下して匍匐飛行」が見られる。
和名ノスリの由来の説として、上記後者の樹上からの狩りの際に、野を擦るような地表すれすれを匍匐飛行する（野擦）ことが知られている。
獲物に気づかれぬように接近する目的の行動と思われるが、最終位置の確認と思われる「獲物の直前でポップアップ機動」をする場合も目撃される。

## 保全状況評価
種とされて日が浅いため、IUCN Red List ではUR (Under Review ※調査中) である。
ダイトウノスリ　B. j. oshiroi
- 絶滅（環境省レッドリスト）
- 国内希少野生動植物種（種の保存法） - 1993年

オガサワラノスリ　B. j. toyoshimai
- 絶滅危惧IB類 (EN)（環境省レッドリスト）
- 日本国指定の天然記念物（文化財保護法）
- 国内希少野生動植物種（種の保存法） - 1993年

## 人間との関係
人里近くにも生息するため、環境破壊による生息地や獲物の減少の影響を受けやすく、生息数は減少している。
鷹と似ているが鷹狩に使えないため、役に立たない鷹として、奈良時代には「くそとび」と呼ばれていた。